# 야마하루촌
야마하루촌(山春村)은 후쿠오카현 우키하군에 있던 촌이다. 현재의 우키하시의 일부에 해당한다.